# Bruno Sauer

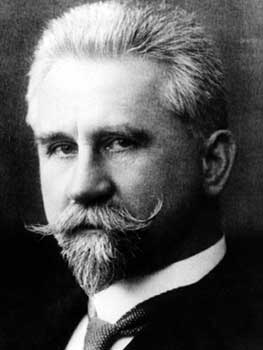
Bruno Sauer (Aufnahme um 1908)

Bruno Wilhelm Sauer (* 19. Januar 1861 in Leipzig; † 10. Mai 1919 in Kiel) war ein deutscher Klassischer Archäologe.
Bruno Sauer begann nach dem Besuch der Realschule in Leipzig und der Reifeprüfung 1879 zunächst mit dem Architekturstudium an der Technischen Universität Braunschweig. Im 2. Semester entschloss er sich, Archäologie zu studieren und ging nach Leipzig zurück, um sein Abitur durch ein Nachexamen in Griechisch zu ergänzen, das er nach einem Jahr mit der Note 1b bestand. In Leipzig studierte er bei Johannes Overbeck (1826–1895) und Theodor Schreiber (1848–1912). Von 1882 bis 1884 folgten Studien an den Universitäten in München, Berlin und Leipzig. Mit der Dissertation Die Anfänge der statuarischen Gruppe wurde er 1887 promoviert und vollendete damit sein Universitätsstudium. Er erhielt ein Reisestipendium des Deutschen Archäologischen Instituts (1889/1890, wegen der Qualität seiner Arbeit um das Jahr 1890/1891 verlängert), welches ihn zunächst nach Athen und anschließend nach Rom führte. Zurückgekehrt von seinen Auslandsstudien, habilitierte er sich 1892 in Gießen mit einer Arbeit über Altnaxische Marmorkunst und erhielt die venia legedi für die Fächer Archäologie und neuere Kunstgeschichte.
1892 lernte er im Hause seines Kollegen Paul Wolters (1858–1936), der damals als zweiter Sekretär am deutschen archäologischen Institut in Athen tätig war, die Schwester von dessen Ehefrau Auguste Wolters, geb. Engels Amalie Engels kennen. Die beiden verlobten sich 1892 in Bonn, wo sich Sauer gerade studienhalber aufhielt. Am 18. April 1895 heirateten die beiden. Über die drei Schwestern Amalie (1862–1937), Auguste (* 1864) und Clara Engels (1865–1918), Töchter des Kölner Weinhändlers Karl Johann Engels (1833–1870) waren die drei Altertumswissenschaftler Sauer, Wolters und Friedrich Münzer miteinander verschwägert.
Seit 1892 war Sauer als Privatdozent in Gießen tätig und wurde dort 1898 erster Lehrstuhlinhaber für Klassische Archäologie und Kunstgeschichte, so wie Direktor des Kunstwissenschaftlichen Instituts und des Kunst-, Münzen- und Antikenkabinetts der Universität Gießen, aus dem er das Archäologische Institut bildete und somit de facto gründete. 1909 folgte er einem Ruf als Ordinarius der Klassischen Archäologie und zugleich Direktor der Antikensammlung Kiel nach Kiel, wo er bis zu seinem Tod blieb. 1917 wurde er zum Geheimen Regierungsrat ernannt.
Sauers Hauptarbeitsgebiete waren neben den grundlegenden Forschungen an den Gielbelfiguren des Parthenon und des Tempels des Hephaistos, bekannt auch unter dem Namen „Theseion“, grundlegende Untersuchungen zur griechischen Künstlergeschichte (Paionios, Myron) und Kunstgeschichte.
Aus der Ehe mit Amalie Engels (1862–1937), ging die Tochter Hertha Sauer (1896–1974) hervor, die ebenfalls Archäologin wurde.

## Schriften (Auswahl)
- Die Anfänge der statuarischen Gruppe. Ein Beitrag zur Geschichte der griechischen Plastik. Seemann, Leipzig 1887 (Zugleich: Leipzig, Universität, Dissertation, 1887; Digitalisat).
- Altnaxische Marmorkunst. In: Mittheilungen des Kaiserlich Deutschen Archäologischen Instituts. Athenische Abtheilung. Bd. 17, 1892, ISSN 0342-1295, S. 37–79, (Als Sonderabdruck: Perris, Athen 1892, (Gießen, Universität, Habilitations-Schrift, 1892), Digitalisat).
- Der Torso von Belvedere. Ricker, Gießen 1894.
- Die tote Amazone des Neapler Museums. In: Mittheilungen des Kaiserlich Deutschen Archäologischen Instituts. Römische Abtheilung. Bd. 9, 1894, ISSN 1105-1116, S. 246–248, Digitalisat.
- Die Randreliefe an Filarete’s Bronzethür von St. Peter. In: Repertorium für Kunstwissenschaft. Bd. 20, 1897, ISSN 0259-7063, S. 1–22, Digitalisat.
- Das sogenannte Theseion und sein plastischer Schmuck. Giesecke & Devrient, Leipzig 1899, Digitalisat.
- Der Weber-Laborde’sche Kopf und die Giebelgruppen des Parthenon (= Programm Sr. Königl. Hoheit dem Grossherzoge von Hessen und bei Rhein gewidmet von Rektor und Senat der Landesuniversität. 1903, ZDB-ID 1057402-5). Reimer, Berlin 1903, Digitalisat.
- Eine Apollonstatue des Paionios. In: Jahrbuch des Kaiserlich Deutschen Archäologischen Instituts. Bd. 21, 1906, ISSN 0931-7007, S. 163–176, Digitalisat.
- als Herausgeber mit Herman Haupt: Ludoviciana. Festzeitung zur dritten Jahrhundertfeier der Universität Gießen. Nr. 1–6. von Münchow, Gießen 1907, ZDB-ID 983049-2.
- Marsyasgruppe des Myron. In: Jahrbuch des Kaiserlich Deutschen Archäologischen Instituts. Bd. 23, 1908, S. 125–162, Digitalisat.
- Geschichte der Archäologie. In: Heinrich Bulle (Hrsg.): Handbuch der Archäologie (= Handbuch der klassischen Altertumswissenschaft. 6). Band 1, Lieferung 1. C. H. Beck, München 1913, S. 80–141.